# Ormosia oaxacana
Ormosia oaxacana es una especie de planta fanerógama de la familia Fabaceae. 

## Clasificación y descripción
Los individuos de esta especie son árboles de unos 32 m de alto. Hojas con 11 a 13 foliolos de 7 a 13 cm de largo, 2.5 a 4 de ancho. Corola papilionada, con 5 pétalos separados; fruto dehiscente, coriáceo, de unos 3 cm de largo, por 2 de ancho, comúnmente con una semilla.

## Nombre común
- Español: palo verde.

## Distribución
Es una especie endémica de México, solo se ha registrado en la costa del estado de Oaxaca, en el Cerro Espino, Finca Montecristo, a 860 m.s.n.m.

## Hábitat
Se desarrolla en bosque tropical mediano.

## Estado de conservación
No se encuentra en ninguna categoría de riesgo en las normas mexicanas e internacionales (Norma Oficial Mexicana 059).